# Le avventure di un coniglio americano
American Rabbit: Le avventure di un coniglio americano (The Adventures of the American Rabbit) è un film d'animazione del 1986 diretto da Fred Wolf e Nobutaka Nishizawa.
In Italia è stato trasmesso da Telemontecarlo il 1º gennaio 1988. Nello stesso anno è stato distribuito in VHS dalla Roxy Video e successivamente dalla Stardust, con un nuovo doppiaggio.

## Personaggi e doppiatori
- Robert "Rob" \ Coniglio Americano (in originale: American Rabbit), voce originale di Barry Gordon, italiana di Roberto Del Giudice (TV) e Renato Cortesi (VHS).
- Il mago, voce originale di Hal Smith, italiana di Gianni Vagliani (TV) e  Marcello Mandò (VHS)
- Teddy \ Theo, voce originale di Bob Arbogast, italiana di Renato Cecchetto (VHS).
- Bunny O'Hare, voce originale di Laurie O'Brien, italiana di Cinzia De Carolis (TV) e Francesca Rossiello (VHS).
- Walt / Vultor, voce originale di Kenneth Mars, italiana di Giancarlo Padoan (VHS).
- Ping Pong, voce originale di Lorenzo Music, italiana di Giorgio Locuratolo (TV) e Silvio Anselmo (VHS).